# Nuevo Estadio Los Pajaritos
El Nuevo Estadio Los Pajaritos  es un estadio de fútbol en Soria, España, sede habitual del Club Deportivo Numancia. El nombre viene del barrio donde está ubicado, Los Pajaritos.

## Historia
Fue inaugurado el 14 de enero de 1999 con un partido amistoso entre el C.D. Numancia de Soria y el Real Zaragoza que se saldó con derrota soriana por 1-3. El estadio disponía de inicio de una capacidad de 9.052 localidades, todas de asiento. En el partido en el que consiguió su tercer ascenso a Primera División el aforo fue aumentado hasta las 10.200 localidades. Con el último ascenso a Primera División se amplió el espacio existente entre la banda y la grada, reduciéndose la capacidad hasta los 8727 espectadores. Desde la temporada 2019/20 el aforo del estadio es de 8.261 espectadores. Esta nueva reducción se debe a la eliminación de la fila superior de todas las gradas para cumplir con la normativa de la Liga.
El Nuevo Los Pajaritos acogió las cuatro temporadas del CD Numancia en la Primera División. Se hizo famoso en toda España por el fuerte frío que en invierno hacía, y sin duda hace, en él.
El actual estadio de fútbol de Soria sustituyó al viejo Campo de Los Pajaritos, que fue sede del primer partido oficial de la selección absoluta de Castilla y León. Antes de jugar en el antiguo campo de Los Pajaritos, el Numancia jugaba en el Campo de San Juan,  situado en la localidad de Garray, en las afueras de la ciudad.
La propiedad del Nuevo Los Pajaritos es del Ayuntamiento de Soria, y no del Club Deportivo Numancia.

## Sistema de calefacción de última generación
El 14 de febrero de 2016 fue inaugurado el sistema de calefacción de última generación en todo el estadio, convirtiéndose Los Pajaritos en el segundo estadio de España con calefacción de última generación (después del Santiago Bernabéu), en el encuentro correspondiente a la jornada 25 de la Segunda División de España 2015/16 disputado contra el RCD Mallorca que se saldó con victoria para los numantinos por 2 goles a 0.
Los Pajaritos se equipara en este sentido a estadios como el mencionado Santiago Bernabéu (Real Madrid CF), Stamford Bridge (Chelsea FC), Olympiastadion Munich, Şükrü Saracoğlu (Fenerbahçe SK), DSB Stadion (AZ Alkmaar), Letná stadion (Sparta de Praga), Stadion Feijenoord (Feyenoord de Rotterdam), Sparta Stadion Het Kasteel (Sparta de Rotterdam) o Goffert Stadion (NEC Nimega), dentro del ámbito europeo.

## Partidos internacionales

### Selección española sub-21
La selección sub-21 ha disputado dos partidos en Soria, el primero fue en 1999, año en el que se inauguró el estadio. Fue un partido oficial de clasificación para la Eurocopa Sub-21 de 2009. El segundo partido fue en el 2011 y fue el último partido de preparación antes de disputar la Eurocopa Sub-21 de 2011.
Partido de clasificación Eurocopa Sub-21 de 2009 del grupo 6.
| 4 de junio de 1999                               | España                                                            | 4-1 (2-1) | Países Bajos        | Nuevo Estadio Los Pajaritos, Soria                               |                                                                  |
|                                                  | César Martín 40' César Martín 43' Raúl Tamudo 47' Raúl Tamudo 59' |           | Arnold Bruggink 26' | Asistencia: 9.052 espectadores Árbitro(s): Tom Henning (Noruega) | Asistencia: 9.052 espectadores Árbitro(s): Tom Henning (Noruega) |
| Partido de clasificación Eurocopa Sub-21 de 2009 |                                                                   |           |                     |                                                                  |                                                                  |

Partido preparatorio para Eurocopa Sub-21 de 2011.
| 5 de junio de 2011 | España           | 1-1 (1-0) | Rusia             | Nuevo Estadio Los Pajaritos, Soria                                |                                                                   |
|                    | Ander Herrera 22 |           | Pavel Yakovlev 76 | Asistencia: 9.500 espectadores Árbitro(s): Said Ennjimi (Francia) | Asistencia: 9.500 espectadores Árbitro(s): Said Ennjimi (Francia) |
| Partido amistoso   |                  |           |                   |                                                                   |                                                                   |